# Tetamauara eximia
Tetamauara eximia là một loài bọ cánh cứng trong họ Cerambycidae.